# Vrata

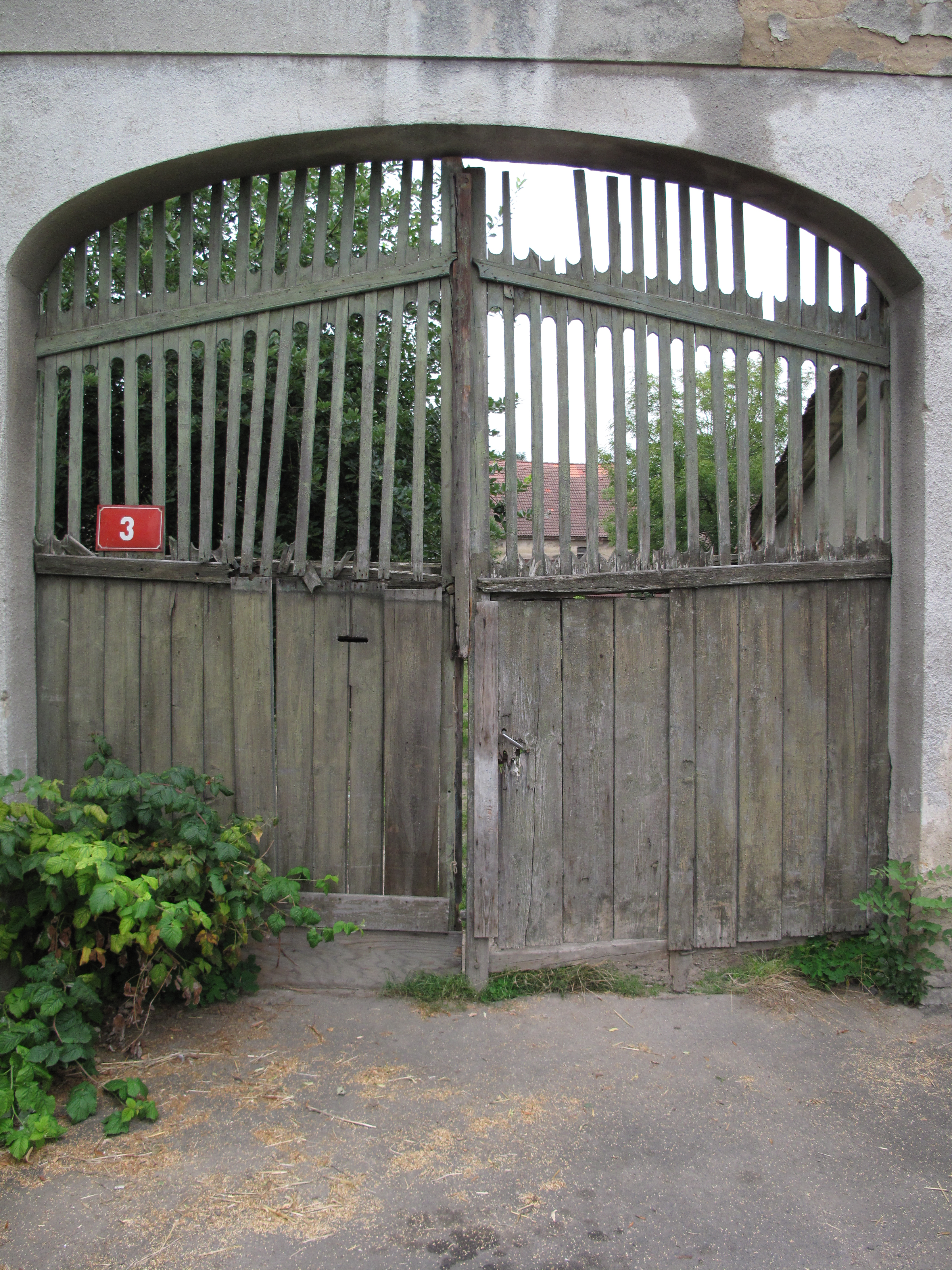
Dřevěná dvoukřídlá vrata v Úpohlavech na Ústecku.

Vrata jsou stavební prvek sloužící k uzavření větších vstupních otvorů. Zhotovují se obvykle z dřeva, kovu či plastu, někdy je využita kombinace více materiálů (například dřevěná vrata pobitá plechem). Vrata jsou obvykle tvořena dvěma křídly (vrátněmi), jejichž základem je dobře vyztužená kostra zakotvená do krajního sloupku. Vedle klasických otočných vrat existují i vrata posuvná.

## Vrata plavebních komor
Vodní stavitelství používá zvláštní druhy vrat, která slouží pro oddělení plavebních komor od horní a spodní hladiny řeky. Podle způsobu otevírání rozlišuje Antonín Klír následující druhy vrat:
- Vzpěrná vrata: Mají dvě křídla v ose plavební komory, které se vzájemně opírají v tupém úhlu ve svislé rovině. Na dně se opírají o záporník. Pohyb vrat je možný po vyrovnání hladin na obou stranách.
- Vějířová vrata: Fugnují na podobném principu jako vzpěrná vrata. Každou vráteň tvoří dvě desky, přičemž deska přiléhající k záporníku je kratší než deska rovnoběžná s osou plavební komory. Součástí vrat je speciální komora propojená s horním ohlavím, z níž může voda téci uzavíratelným kanálkem do spodního ohlaví. Po otevření kanálku vznikne přetlak, který vrata otevře.
- Desková vrata: Na bocích se po celé výšce opírají o zdivo, dole o záporník.
- Dvoukřídlová nevzpíravá vrata: Obě křídla jsou při zavření v rovině, kvůli lepšímu těsnění vrat se používá šikmá styková plocha.
- Sklopná vrata: Vrata jsou nakloněná proti vodě a vodorovnou osou připojena k záporníku. Ve dně komory je prohlubeň, kam vrata po vyrovnání hladin klesnou vlastní vahou.
- Posuvná vrata: Celou šířku plavební komory uzavírá jediná deska, která se posouvá na kolejnicích na dně komory.
- Zdvihací vrata: Otevírají se pomocí protiváhy zavěšených závaží. Zdvihací vrata se používají zejména tam, kde je vstup do plavební komory překlenutý (například silničním mostem).